# Сорін Павло Михайлович
Павло Михайлович Сорін (рос. Павел Михайлович Сорин, нар. 12 березня 1995, Псков) — російський весляр. 

## Життєпис
Виграв золоту медаль у четверному веслуванні на чемпіонаті Європи з веслування 2015 року. 
2021 року його із Микитою Моргачовим було дискваліфіковано зі складу РФ для участі в Олімпійських іграх 2020 року після невдалого тесту на допінг.